# Magnus Johannis
Magnus Johannis Sæbyensis, född 1578 i Säby socken, död 1626 i Klockrike socken, han var en svensk kyrkoherde i Klockrike församling.

## Biografi
Magnus Johannis föddes 1578 i Säby socken. Han var son till kyrkoherden Johannes Andreæ Linderosensis därstädes. Johannis blev 28 november 1605 domkyrkokomminister i Linköpings församling och 1612 kyrkoherde i Klockrike församling. Han avled 1626 i Klockrike socken och begravdes i Klockrike kyrka. Gravstenen ligger numera i den nya kyrkans kor.

### Familj
Johannis gifte sig med Carin Tyresdotter (död 1623). Hon var dotter till Tyril Nilsson (Stålhandske) och Anna Mattsdotter (Ruuth) i Grelsby, Finland. De fick tillsammans barnen Agneta (död 1612), Hans (död 1615), Hans (död 1621), Agneta (död 1623), Gabriel (död 1623), Mechtild (död 1623) och Ture (död 1623).